# تئودوروس کورنایی
تئودوروس کورنایی (به انگلیسی: Theodorus of Cyrene) (به یونانی باستان: Θεόδωρος ὁ Κυρηναῖος، تلفظ به‌صورت: تئودوروس هو کورینائیوس؛ زیسته در حدود ۴۵۰ پیش از میلاد) ریاضیدان یونان باستان بود. تنها گزارش‌های دست‌اول دربارهٔ او در سه دیالوگ از افلاطون باقی مانده است: ته‌تتوس، سوفسطایی، و دولتمرد. در گفتار نخست، او ساختار ریاضی‌ای را مطرح می‌کند که امروزه به نام مارپیچ تئودوروس شناخته می‌شود.

## زندگی‌نامه
اطلاعات کمی از زندگی تئودوروس در دست است و بیشتر آنچه می‌دانیم از گفتارهای افلاطون استنباط می‌شود. او در مستعمرهٔ یونانی کورنا در شمال آفریقا زاده شد و ظاهراً هم در آنجا و هم در آتن تدریس می‌کرد. بر اساس روایت افلاطون، او هم‌دورهٔ سقراط محسوب می‌شد که این موضوع با گزارش‌های اودموس رودسی در کتاب «تاریخ هندسه» همخوانی دارد. بر این اساس، زمان تولد او حدود ۴۷۵/۴۶۰ پیش از میلاد تخمین زده می‌شود. از طرفی در گفتار ته‌تتوس (که به ۳۹۹ پیش از میلاد، یعنی کمی پیش از زمان مرگ متأثرکنندهٔ سقراط بازمی‌گردد)، تئودوروس از پیری شکایت می‌کند که نشان می‌دهد اوج فعالیت و جوانی‌اش در میانهٔ سدهٔ پنجم پیش از میلاد بوده است.
افلاطون در این متن او را با پروتاگوراس سوفسطایی مرتبط می‌داند و تئودوروس ادعا می‌کند پیش از گرایش به هندسه، نزد او درس خوانده است. برخی روایت‌های مشکوک —که در میان زندگینامه‌نویسان باستان مانند دیوژن لائرتیوس تکرار شده— ادعا می‌کنند که افلاطون بعدها نزد او در کورنا (لیبی امروزی) تحصیل کرد.
تئودوروس ابتدا شاگرد و دوست سوفیست نامدار، پروتاگوراس بود، اما خیلی زود از سوفیسم روی برگرداند و به هندسه روی آورد. او نه‌تنها ریاضیدان بود، بلکه در ستاره‌شناسی و موسیقی نیز استاد برجسته‌ای به شمار می‌رفت و در این زمینه‌ها تدریس می‌کرد. از شاگردان مشهور او می‌توان به ته‌تتوس، که خود ریاضیدان بود، اشاره کرد. حتی ممکن است گزارش افلاطون دربارهٔ اقامت تئودوروس در آتن صرفاً یک روایت غیرواقعی ادبی باشد.
این ریاضیدان برجسته، به همراه آلکیبیادس و بسیاری دیگر از نزدیکان سقراط (که بسیاری از آنان بعدها با سی جبّار مرتبط شدند)، به گفتهٔ پلوتارک—که خود کاهن معبد دلفی بود—متهم شد که طی یک سمپوزیوم به افشاکردن رازهای الئوسیس (که افشاگری آن، عملی کفرآمیز بود) پرداخته است.
فیلسوف متأخرتری به نام ایمبلیخوس او را از پیروان فیثاغورث می‌دانست، اما اعتبار این ادعا در محافل علمی مورد تردید است. به‌ویژه که بر اساس روایت افلاطون، تئودوروس خود را در فلسفه صاحب‌صلاحیت نمی‌دانست و از مشارکت در مباحث فلسفی خودداری می‌کرد.